# Kombissiri
Cet article concerne la ville chef-lieu. Pour le département et la commune urbaine, voir Kombissiri (département).

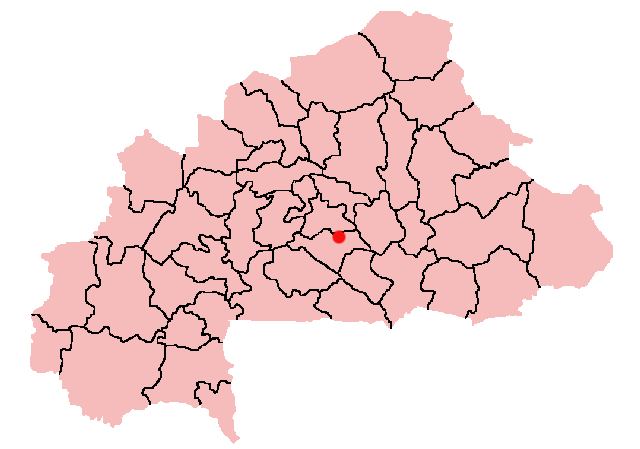
Burkinafaso

Kombissiri est une ville du département et la commune urbaine de Kombissiri, dont elle est le chef-lieu, située dans la province du Bazèga et la région du Centre-Sud au Burkina Faso. La ville est également le chef-lieu de la province et la capitale de la région.

## Géographie

### Démographie
- En 2003, la ville comptait 19 633 habitants estimés[2].
- En 2006, la ville comptait 23 460 habitants recensés[1].

Pour la plupart, ses habitants sont des Mossi dont la langue native est le moré.

## Administration
Le maire est Olivier Conombo qui a remplacé Eugène Macaire Zabré après les élections municipales de décembre 2012.
La ville est subdivisée en cinq secteurs (données de population consolidées en 2012, issues du recensement général de la population de 2006) :
- Secteur 1 (5 839 habitants)
- Secteur 2 (5 474 habitants)
- Secteur 3 (6 030 habitants)
- Secteur 4 (2 593 habitants)
- Secteur 5 (3 524 habitants)

Les secteurs périphériques couvrent également quelques villages ou hameaux excentrés à quelques kilomètres en zone rurale.

## Économie
Kombissiri est la capitale de la patate douce[réf. nécessaire] et une zone importante de cultures maraîchères (pomme de terre, oignons, tomate, aubergines etc).

## Transports
La route nationale 5 traverse la ville du nord-nord-ouest au sud-sud-est. Elle relie la ville depuis la capitale nationale Ouagadougou (à environ 40 km vers le nord-nord-ouest) en traversant toute la région du nord au sud en direction de Pô et la frontière avec le Ghana.

## Santé et éducation
Kombissiri possède un centre médical avec une antenne chirurgicale (CMA) ainsi qu'un centre de santé et de promotion sociale (CSPS) situé dans le premier secteur

## Culture et patrimoine
La ville accueille l'église Saint-Joseph-l'Artisan fondée en juin 1967, ainsi qu'une grande mosquée et une mosquée.